# ChAdOx1
ChAdOx1は、オックスフォード大学のジェンナー研究所が開発したアデノウイルスワクチンベクターである。このベクターは、チンパンジーのアデノウイルスを複製しないように改変したものである。
アデノウイルスは、コード化された組換え抗原に対する細胞免疫を誘導および増強するための効果的なベクターである。しかし、一般的なヒトアデノウイルス血清型に対する中和抗体の蔓延が、その使用を制限している。シミアンアデノウイルスは、同じ欠点に悩まされていない。そのため、研究者らは、チンパンジーアデノウイルスChAdOx1をベクターとして使用した新しいワクチンの試験を行ってきた。例えば、インフルエンザ感染症用のワクチンは、インフルエンザ抗原、核タンパク質（NP）、および基質スタンパク1（M1）を発現するベクターを使用して設計し、ChAdOx1 NP+M1と名付けられたワクチン候補を作成した。

## ウイルス学
ChAdOx1は、λ-red 組換え (英語版) により操作されたシミアンアデノウイルス（ChAd）血清型Y25に由来し、ネイティブのE4 orf4、orf6、orf6/7遺伝子をヒトアデノウイルスHAdV-C5由来の遺伝子と交換するように設計された。

## 臨床試験
アデノウイルス科のベクターChAdOx1を使用して、マウスの中東呼吸器症候群（MERS）を予防し、ヒトのMERSに対する免疫応答を誘発できるワクチンを作成できることが実証されている。
このベクターはまた、ハムスターで有効なニパウイルスに対するワクチンを作成するために使用され（ただし、ヒトでは証明されていない）、さらに、羊、ヤギ、および牛に対するリフトバレー熱を予防する潜在的なワクチンを作成するためにも使用された（ただし、ヒトでは証明されていない）。
抗原85A（ChAdOx1 85A）を発現するアデノウイルスは、結核ワクチン候補のベクターとして使用されている。
2017年、ChAdOx1ベクターは、ヒトマラリア感染症に対するワクチン候補の試験で使用された。研究者らは、ワクチン候補のChAdOx1 LS2とMVA LS2の2つを研究した。前者は、サメ不変鎖（インバリアント鎖）からの膜貫通ドメインと融合したマラリア肝臓感染ステージ二重抗原LS2（LSA1とLSAP2）をコードしている。そして後者は、LS2をコードする改変ワクシニアアンカラ（MVA）ベクターがtPAのリーダー配列のC末端に融合したものである。試験は第I/IIa相に到達した。
このベクターをジカウイルス（ChAdOx1 ZIKV）やチクングニアウイルス（ChAdOx1 sCHIKV）に対するワクチンに使用する研究の線もある。
ChAdOx1ベクターは、COVID-19パンデミックが始まって以来、コロナウイルス疾患に対するワクチンのプラットフォームとして使用されてきた。Sarah Gilbert氏は、Andrew Pollard氏、Teresa Lambe氏、Sandy Douglas氏、Catherine Green氏、Adrian Hill氏とともに、このワクチン候補の研究を主導している。オックスフォード大学とアストラゼネカが共同開発した、AZD1222（バキスゼブリア）として知られるCOVID-19ワクチンは、コロナウイルススパイクタンパク質に対する免疫応答を刺激するこのベクターを利用している。動物試験は2020年3月に開始され、第I/II相試験のため510人のヒト参加者の募集が3月27日に開始され、10月に結果が発表された。2020年12月30日、このワクチンは英国の予防接種プログラムでの使用が承認された。